# Nederlands Letterenfonds

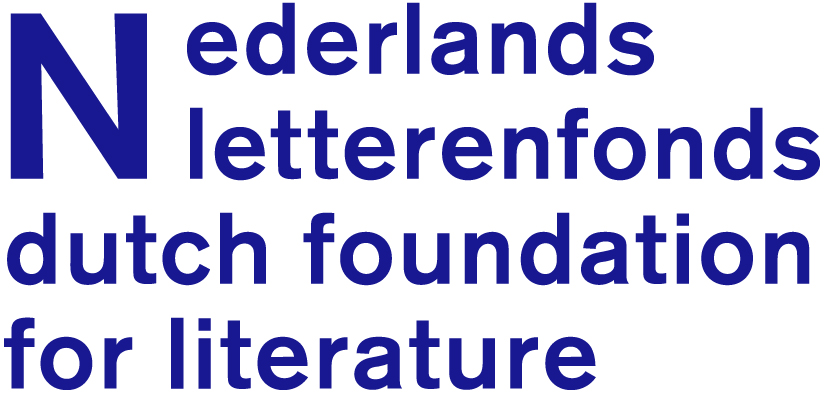
Logo Nederlands Letterenfonds (Dutch Foundation for Literature)

locatie van het Nederlands Letterenfonds aan de Nieuwe Prinsengracht 89, Amsterdam (foto, 2023)

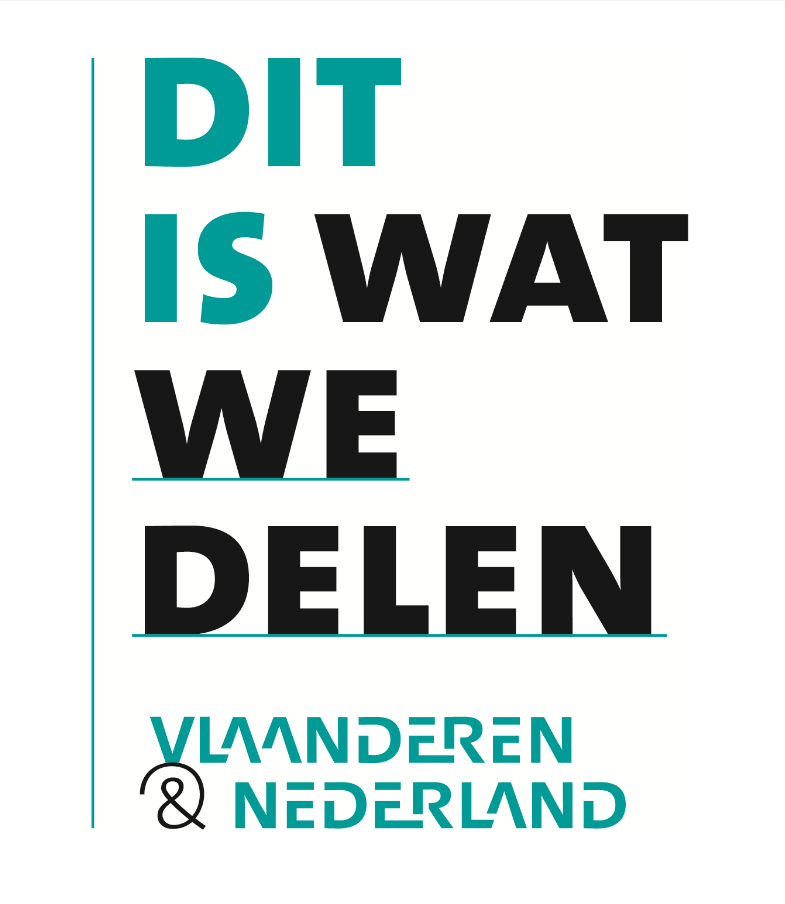
Motto van het Nederlands-Vlaams gastlandschap op de Frankfurter Buchmesse 2016

Het Nederlands Letterenfonds is een van de publieke cultuurfondsen in Nederland. Het Letterenfonds stimuleert door middel van beurzen en subsidies aan schrijvers, vertalers, uitgevers en festivals, de kwaliteit en diversiteit in de literatuur en draagt bij aan de verspreiding en promotie van de Nederlands- en Friestalige literatuur in binnen- en buitenland. Zo wil het fonds bijdragen aan een rijk en divers klimaat, waarin literatuur van kwaliteit en belang kan ontstaan, die vervolgens succesvol in het buitenland kan worden verspreid.
Het fonds is 1 januari 2010 ontstaan uit de fusie van de Stichting Fonds voor de Letteren en het Nederlands Literair Productie- en Vertalingenfonds (NLPVF).
Huidig directeur-bestuurder van het Nederlands Letterenfonds is Romkje de Bildt (sinds 2023). 
Haar voorgangers zijn Henk Pröpper (2010-2011), Pieter Steinz (2012-2015) en Tiziano Perez (2014-2023).
Het Nederlands Letterenfonds organiseert ook grootschalige gelegenheidsmanifestaties met en rond Nederlandse auteurs in het buitenland. Zo werden in 2015 in São Paulo en Rio de Janeiro (Brazilië) en in 2013 in Buenos Aires (Argentinië) onder de titel Café Amsterdam presentaties georganiseerd. In samenwerking met het Vlaams Fonds voor de Letteren organiseert het Nederlands Letterenfonds het Nederlands-Vlaamse Ehrengast-programma op de Frankfurter Buchmesse in 2016.

## Letterenfonds Vertaalprijs
De Letterenfonds Vertaalprijs is een jaarlijks toegekende oeuvreprijs en wordt sinds 2010 toegekend aan literair vertalers in het Nederlands die zich door een hoge kwaliteit van het vertaalwerk hebben onderscheiden. In de even jaren ook aan een literair vertaler uit het Nederlands. De prijs ontstond uit de fusie (in 2010) van twee andere prijzen: de Fonds voor de Letteren Vertaalprijzen (FvdL Vertaalprijzen) en de Vertalersprijs van het Nederlands Literaire Productie- en Vertalingenfonds (NLPVF-Vertaalprijzen). Aan de prijs is een bedrag van vijftienduizend euro verbonden en wordt uitgereikt tijdens de Literaire Vertaaldagen.
- 2024: Laura Pignatti (naar het Italiaans)
- 2023: Barbara de Lang (uit het Engels)
- 2022: Veronika ter Harmsel (naar het Tsjechisch)
- 2021: Josephine Rijnaarts (uit het Duits)
- 2020: Ran HaCohen (naar het Hebreeuws)
- 2019: Aai Prins (uit het Russisch)
- 2018: Janny Middelbeek-Oortgiesen (uit het Zweeds)[11] en Goedele De Sterck (naar het Spaans)[12]
- 2017: Roel Schuyt (uit Slavische talen)[13]
- 2016: Alicja Oczko (naar het Pools)[14], Harm Damsma en Niek Miedema (uit het Engels)[15]
- 2015: Edgar de Bruin (uit het Tsjechisch)[16]
- 2014: Paul Beers (uit het Duits)[17] en Jelica Novaković-Lopušina (naar het Servisch)[18]
- 2013: Martin de Haan (uit het Frans)[19]
- 2012: Mark Leenhouts (uit het Chinees) en Mark Wildschut (uit het Duits) en David Colmer (naar het Engels)[20]
- 2011: Vincent Hunink (uit het Latijn), Claudia Di Palermo (naar het Italiaans) en Bartho Kriek (uit het Engels)[21]
- 2010: Hans Driessen (uit het Duits), Diego Puls (naar het Spaans) en Mariolein Sabarte Belacortu (uit het Spaans)[22]

### Fonds voor de Letteren Vertaalprijzen
- 2009: Nelleke van Maaren (uit het Engels, Duits en Frans) en Karol Lesman (uit het Pools)[23]
- 2008: Margreet Dorleijn, Hanneke van der Heijden (beiden uit het Turks) en Rien Verhoef (vertaler uit het Engels)[24]
- 2007: Hilde Pach (vertaler uit het Hebreeuws) en Wilfred Oranje (vertaler uit het Duits)[25]
- 2006: Ike Cialona (vertaler uit het Italiaans) en Harrie Lemmens (vertaler uit het Portugees)[26]
- 2005: Peter Verstegen (voor zijn grote verdienste als vertaler van poëzie), Richard van Leeuwen en Djûke Poppinga (beiden voor hun verdiensten voor de ontsluiting van de Arabische literatuur)[27]

### Vertalersprijs van het Nederlands Literaire Productie- en Vertalingenfonds
Werd uitgereikt aan buitenlandse vertalers die zich behalve voor hun vertaling ook op andere manieren verdienstelijk maakten voor de Nederlandse literatuur.
- 2009: Ingrid Wikén Bonde[28]
- 2008: Gheorghe Nicolaescu[29]
- 2007: Olga Krijtová[30]
- 2006: Adam Bžoch[31]
- 2005: Irina Michajlova[32]
- 2004: Franco Paris[33]

## Europese Literatuurprijs
Sinds 2011 geeft het fonds de Europese Literatuurprijs uit, voor de beste roman die uit een Europese taal naar het Nederlands vertaald is.